# Aimogasta
Aimogasta  es la localidad cabecera del Departamento Arauco, en el norte de la provincia de La Rioja en Argentina, caracterizada por la actividad agrícola y el turismo. 
Es un centro olivícola, comercial y turístico, el mayor productor provincial de aceituna (variedad “Arauco”) y jojoba.
La localidad de Aimogasta dispone de varios institutos educativos de todos los niveles, tanto de gestión pública como privada, y en ella se encuentra una sede de la Universidad Nacional de La Rioja, cuya oferta académica incluye tecnicaturas, licenciaturas y carreras de grado.
El Hospital Zonal San Nicolás y varios Centros de Atención Primaria en salud ubicados en los barrios más importantes de Aimogasta cubren los requerimientos de servicios sanitarios.

## Geografía

### Ubicación
Se encuentra en las últimas estribaciones de la Sierra de Velazco, a 115 km al norte de la capital provincial y a 1992 km de la ciudad de Buenos Aires. Las vías terrestres de acceso son la ruta nacional N.º 38 (desde La Rioja), 75 (desde el Dpto. Castro Barros) y 60 (desde Dpto. San Blas De Los Sauces) y ruta provincial 9. Desde Aimogasta se puede ir al Paso Internacional San Francisco, que se ubica en la provincia de Catamarca (Paso Fronterizo Argentina - Chile) el que dista 444 km.

### Clima
Aimogasta se encuentra en un bolsón de clima árido cálido (BWh según la clasificación climática de Köppen), con veranos muy calurosos e inviernos benignos, muy escasas lluvias y probabilidad de heladas.

### Población
Es la 3.ª área urbana provincial con 12,249 habitantes (Indec, 2010), incluyendo Machigasta en un distrito aparte, Bañados De Los Pantanos, Arauco (distrito que le da el nombre al departamento),Udpinango, el distrito Mazán y San Antonio, y el 3.º de los municipios en orden a su población, luego del Municipio de la Capital Riojana y Chilecito.
| Gráfica de evolución demográfica de Aimogasta entre 1960 y 2010 |
|                                                                 |
| Fuente: Censos nacionales del INDEC                             |

## Turismo
Entre sus atracciones turísticas se encuentra el olivo cuatricentenario,  uno de los más antiguos del país, considerado como "padre de la olivicultura nacional". Fue declarado "Árbol Histórico" por la Comisión Nacional de Monumentos Históricos Nacionales.El día 24 de mayo de cada año se lleva a cabo la "Fiesta Nacional de la Olivicultura", en la cual se escucha y baila música folclórica argentina, desfile escolar y de instituciones intermedias, festivales y la elección de la Reina Nacional de la Olivicultura. También se pueden degustar comidas regionales, como las empanadas riojanas (realizadas con un relleno de carne cortada, papas, cebolla de verdeo, aceitunas riojanas más un 60% de aceite vegetal —generalmente de oliva y girasol— y un 40% de grasa de pella); tales empanadas se acompañan con vinos tintos o blancos (como el Torrontés riojano), locro, también en este festival se consumen platos de origen español e italiano.
Monumento Histórico Nacional: El Fuerte San Blas del Pantano. Fundado en 1635 por el capitán Pedro Ramírez de Contreras. Éste monumento es uno de los pocos Monumentos Históricos Nacionales que tiene la provincia de La Rioja. Según ley 5175 dictada por el Poder Ejecutivo Nacional en 1966. Más información https://www.facebook.com/profile.php?id=100051148963925&mibextid=ZbWKwL
El Señor de la Peña: una inmensa roca con el rostro que semeja el perfil de Jesús Cristo, yace al pie del cordón montañoso Velasco, a casi 1 km del Barreal de Arauco.
El Barreal de Arauco: una extensa planicie compuesta de los sedimentos que dejan las lluvias brinda un lugar apto para la práctica del carrovelísmo y katebuggie.
Parque Los Nacimientos: una gran cantidad de vertientes de agua que fluyen desde el Bordo de Arauco y van conformando el río de Aimogasta. El mismo es una reserva natural al aire libre.
Termas de Santa Teresita: sus aguas , paisajes y tranquilidad son óptimos para el bienestar físico y mental humano. 
Iglesia de Udpinango: data de la época colonial (1788). Es una de las más antiguas de la provincia de La Rioja que se encuentra en pie y en su interior contiene una de las pinturas más antiguas de Sudamérica referida a la sagrada familia.
Iglesia de Santa Rosa de Arauco: otra de las iglesias más antiguas que tiene la provincia de Ríoja se encuentra en Arauco en el barrio Santa Rosa.
Otros atractivos se encuentran en sus proximidades: la antigua iglesia de Udpinango, las ruinas de la iglesia de Machigasta, las antiguas bodegas y el Bañado de los Pantanos.

## Toponimia
El nombre de la localidad contiene el sufijo "gasta" que equivale a pueblo en idioma kakan (lengua de los paziocas o diaguitas); el nombre completo significa "pueblo del cacique Aimo", significando por su parte "Aimo" probablemente "vuelta oscura".

## Historia
En la época colonial española era una zona habitada por los aborígenes paziocas, administrada desde 1558 por la provincia de Catamarca y desde 1688 definitivamente por la provincia argentina de La Rioja. 
Existen opiniones diferentes en cuanto a la fundación de Aimogasta. Una de ellas afirma que la localidad fue fundada el 24 de mayo de 1591, solo cuatro días después de que Juan Ramírez de Velazco fundara la que actualmente se conoce como ciudad de La Rioja. Esta hipótesis se basa en la existencia de documentos que probarían la repartición de las tierras.  El 24 de mayo se conmemora actualmente y coincide con la celebración central de la Fiesta de la Olivicultura que celebra el fin de la cosecha de la aceituna. Según otras fuentes, Aimogasta no pudo haber sido fundada, en el sentido de inicio de un asentamiento en un lugar vacío, ya que existía allí población aborigen desde tiempos pretéritos. Finalmente, una tercera opinión sugiere que, en el caso de Aimogasta, la expresión "llegada de los españoles" es más ajustada a los hechos que la palabra "fundación".
En la actualidad la mayoría de su población es criolla siendo la restante población de origen directamente europeo fundamentalmente de Italia y España, como así también de Medio Oriente, específicamente de Líbano y Siria.

## Sismicidad
La sismicidad de la región de La Rioja es frecuente y de intensidad baja, con un silencio sísmico de terremotos medios a graves cada 30 años en áreas aleatorias.